# マスカリンインコ
マスカリンインコ Mascarinus mascarinはオウム目インコ科に属する鳥類。

## 分布
この種はかつて、マスカリン諸島のレユニオン島西部に棲息していた。モーリシャス島にも分布していたが、人間が入り込んでから間もなく絶滅した。

## 形態
体長は35センチメートル、翼は21センチメートル、尾は14～15センチメートル。頭頸部上部は灰色。背中、臀部、首の下部、胸、腹、側面、脚、肩甲骨の羽全てが灰色だったと考えられている。
この代わりに、パリ博物館の標本は、灰色がかった青色の頭部と、下部が薄い茶色の体をしている。

## 生態
この種の行動は不明である。幾つかの標本はペットにされたものだけで、野生での生態はあまり知られていない。

## 絶滅
最後の記録は1834年。絶滅の正確な原因は未だに不明である。恐らくレユニオン島の生息地が破壊されたことや、ペットとして乱獲されたことである。野生下では1800年頃までに殆ど姿を消してしまっていた。
現在は2標本がパリ博物館にあるだけである。